# 济科
济科（Zico，1953年3月3日—），原名阿图尔·安图内斯·科因布拉（Arthur Antunes Coimbra），是巴西前足球国脚。

他在1978年、1982年及1986年三度代表巴西出赛世界杯，并在71场比赛中攻入48球。尽管他未能帮助巴西赢得锦标，济科在中场的表现让他在三度当选南美足球先生及在2004年被“球王”贝利选为“当代最伟大的125位球员”之一，在日本傳媒中亦是巴西黃金四人之一。1983年被英国《足球世界》杂志评为世界最佳运动员。第十二届世界杯足球赛被选入世界最佳阵容。1994年退休前，他曾为巴西的弗拉门戈队、意大利的乌迪内斯队及日本的鹿島鹿角队效劳。2008年夏季未能與土耳其球會費內巴切達成續約協議而辭任教练。

## 早年
济科出生于巴西旧都里约热内卢郊区一个低收入家庭。同许多巴西孩子一样，济科从小在街头玩足球，梦想着有一天可以成为专业足球员。十四岁时，他参加了当地足球俱乐部弗拉门戈青年队的选拔，成功地获选，并同时入选巴西国家青年队。在青年队的五年内，他代表球会参加了116场赛事，攻入81球，平均每场进球0.69。

## 球會生涯
1971年，济科正式加入弗拉门戈常规队，披上了10号球衣。接下来的十三年内，他带领球队赢得多项荣耀，包括1981年的洲际杯。这段时期可说是他个人也是球会最辉煌的时期。济科不仅是个进球能手，他在中场的视野非常开阔，能够很好地组织进攻。他双脚都运用自如，在自由球方面也很拿手。是弗拉门戈队当之无愧的灵魂。
1972年的奥运会足球赛和1974年的第十届世界杯赛，在出征之前因主教练的偏见他被除名。1978年第十一届世界杯赛，在球迷的要求下教练将他召进国家队。济科获得“白贝利”的美誉是在他24岁的时候。在哥伦比亚举办的外围赛中，巴西队以8∶0大胜玻利维亚队，济科一人包办4球，在南美足坛引起轰动。球迷们认为他是贝利退役后振兴巴西足球的希望之星，亲切地称他为"白贝利"。
而在20世纪80年代初期的所谓“贝利重生”年代中，世界足坛产生了众多“贝利”——年轻的马拉多纳是“小贝利”、普拉蒂尼是“欧洲贝利”、济科是“白贝利”……贝利认为只有济科最像他，称他是“一名非常出色的运动员。在禁区附近的攻门是他的拿手好戏。他判断力强，能够在混战中利用最小的空间最大限度地施展绝招——反弹球射门和凌空抽射，给对方以致命一击。”
1980-1981年，济科和弗拉门戈俱乐部都达到了俱乐部有史以来的巅峰期。1980年他在18场比赛中他独进21球，荣膺最佳射手，为球队获得巴西全国锦标赛冠军立了大功。第二年，弗拉门戈队代表巴西参加南美解放者杯，在决赛中战胜了来自智利的科普雷洛亚队，夺得了俱乐部历史上的首个解放者杯冠军，济科也以11粒入球勇夺最佳射手。在1982年12月13日举行的丰田杯赛上，济科面对英格兰老牌劲旅利物浦队的阻拦，勇往直前，如入无人之境，最终带领球队3-0赢得了这场比赛，谱写了南美足球的辉煌。在本场比赛中，济科当选最佳球员，获得了一辆丰田汽车，但在当时，巴西国内尚未允许日本汽车入境，济科于是给总统打电话，在总统的特许下，济科把丰田车开回了巴西。
1982年第十二届世界杯赛预赛阶段，巴西队一路高歌，三战三胜，是最有希望夺冠的球队。那只巴西队在桑塔纳大帅的率领下，拥有济科、法尔考、蘇古迪斯等一干球星的巴西队被认为是世上踢得最漂亮的球队，他们踢着赏心悦目的攻势足球。济科在3场比赛中攻入4球，形势对巴西队极为有利。 7月5日，夺标热门巴西与意大利交锋。浪漫的意大利人以「混凝土」式的防守死缠巴西队的桑巴舞，最后巴西队以2∶3不敌对手。济科再次失去了在世界杯大显身手的机会，巴西全国群情激愤，济科也陷于极度的痛苦之中。那只巴西队称为掌握艺术足球精髓的球队，被称为“无冕之王”。
在1983年至1985年间，为了寻求一片能够发挥自己水平的绿茵场，济科离开了巴西，加盟了意大利弱旅乌迪内斯队。事实证明这是一个错误的决定。虽然他仍然表现优异，在24场比赛中他共进了19个球。却无法帮助新球会赢得任何锦标。他在约满后遗憾地回到了弗拉门戈。不久后，他就在一场比赛伤到了膝盖，而必须休养好几个月。
1986年第十三届世界杯赛，33岁的济科带伤出阵为巴西作最后一搏。他竭尽了全力，但由于常年在绿茵场上拼搏，伤痛遍身，他的技术已不如以往。主教练桑塔纳一直想让济科打主力，但济科最了解自己，他旧伤未好，心有余而力不足，难担重任。在与法国队争夺半决赛权的比赛中，济科几乎是临危受命，带伤上阵。在比赛即将结束时，两队的比分是1∶1，这时巴西队获得了罚点球的机会，但是命运似乎偏偏与济科作对，就是不让他夺得世界杯冠军，最终这个点球宴客，间接造成了巴西的落败。双方加时赛各无建树，最后点球决胜负，"世界最强"的巴西队以4∶5再次惨遭淘汰。这一个点球成了他终生挥之不去的阴影。
1987年伤势痊愈后，济科恢复水准，第四次带领弗拉门戈赢得了国内锦标。
1989年3月28日，济科在意大利乌迪内斯队举行了告别赛，正式引退。
1990年，新就任的巴西总统费尔南多·科洛尔·德梅洛任命济科为体育部长。大约一年后，济科辞去了这份工作，1991年辞职赴日本鹿岛鹿角足球俱乐部踢球。年已40的济科称要在一个热爱足球的新国度里发挥余热，作为自己足球生涯的终点。1994年他再次宣布退役，就任鹿角队的技术顾问。
1997年巴西LC巴雷托影视公司投资800万美元拍摄电影《济科的奇迹》，济科亲自出演主角，展现自己辉煌的足球生涯。
2002年7月，日韩世界杯结束后，济科即接替法国人特鲁西埃成为日本国家队的主教。在他的带领下，日本队赢得了2004年的麒麟杯及亚洲杯，杀入2006年世界杯正赛。日本在世杯出局後，济科宣布辞職。2006年7月4日，他宣布改投土甲的費內巴切。

## 技術特點
济科身高1.72米，技术出类拔萃，活动范围大，带球突破能力非凡，进攻和射门意识极强。足智多谋，可踢多种位置，攻守俱佳，临场经验丰富，善于掌握比赛节奏，是巴西队的灵魂。踢球风格轻盈灵巧，左右开弓的射门威力很大。巴西球迷对济科寄予厚望，称他为“白贝利”。

## 统计数字
| 球队       | 进球数 | 出场次数 | 平均进球 |
| 弗拉门戈   | 508    | 731      | 0.69     |
| 乌迪内斯   | 56     | 79       | 0.69     |
| 鹿島鹿角   | 54     | 88       | 0.61     |
| 巴西国家队 | 66     | 88       | 0.75     |
| 其他       | 142    | 194      | 0.73     |
| 共计       | 826    | 1180     | 0.70     |

## 註腳
1. ↑  .   [2020-10-13]. （原始内容存档于2021-01-23）.
2. ↑  .   [2008-06-11]. （原始内容存档于2021-01-23）.

| 前任： | 南美足球先生 1977年         | 繼任： |
| 前任： | 南美足球先生 1981年, 1982年 | 繼任： |